# Rafael dos Santos Silva
Rafael dos Santos Silva (nacido el 27 de agosto de 1982) es un exfutbolista brasileño que se desempeñaba como delantero.
Jugó para clubes como el Guarani, Corinthians, Grêmio, Juventus y Oita Trinita.

## Trayectoria

### Clubes
| Club         | País   | Año  |
| ------------ | ------ | ---- |
| Akratitos    | Grecia | 2002 |
| Guarani      | Brasil | 2003 |
| Corinthians  | Brasil | 2004 |
| Grêmio       | Brasil | 2005 |
| Juventus     | Brasil | 2006 |
| Oita Trinita | Japón  | 2006 |